# アラ・フバイル
アラー・アフマド・ムハンマド・イブラーヒーム・フバイル（علاء أحمد محمد إبراهيم حبيل、 A'ala Ahmed Mohamed  Hubail、1982年6月25日 - ）は、バーレーンの元サッカー選手。現役時代のポジションはフォワード。

## 経歴
1997年にバーレーンのクラブ、アル・アハリ・マナーマに加入。若い世代の代表チームに度々招集され、多くの国際大会を経験した。2003年にはアテネオリンピックのアジア予選にもU-23代表の一員として参加。翌年の最終予選まで勝ち進み、同じグループに入った日本を最後まで苦しめた。
2003年、バーレーン代表監督を務めるクロアチア人のスレツコ・ユリチッチ (Srecko Juricic) によって見出され、A代表に招集される。2004年に開催されたアジアカップでは、バーレーンのカウンター戦術の核として活躍。準決勝の日本戦では自慢の快足で日本守備陣を翻弄し、2得点を挙げた。最終的にチームは4位に終わったが、自身計5得点を挙げ、アリ・カリミ（イラン）と共に大会得点王に輝いた。また同年度のアジア年間最優秀選手賞にもノミネートされた。
その後2006 FIFAワールドカップ・アジア予選においても主力選手として期待されたが、2005年2月にクラブチームでの試合で膝の靭帯を負傷し離脱。チームは大陸間プレーオフの末敗れた。
カタールリーグの2005-06シーズンでは、開幕にこそ間に合わなかったものの、シーズン後期に復帰しゴールを量産。終了時には得点ランキング4位にまで食い込んだ。
2011年、バーレーン政府への抗議デモに賛同したとして逮捕される。同国代表及び国内リーグでの活動停止処分を受けたため、国外への移籍を余儀なくされた。

## 人物
- 同じくバーレーン代表選手のムハンマド・フバイル (Mohamed Hubail) は兄。